# Night Wave
Night Wave – drugi album studyjny amerykańskiej grupy Hyper Crush, wydany 7 lutego 2012 roku przez Night Wave Records. Album w całości został wyprodukowany przez Hyper Crush, a w celach promocyjnych wydano 4 single: „Fingers Up”, „Flip the Switch”, „Maniac” i „Werk Me”. Utwór „Werk Me” pojawił się w filmie „Straszny film 5” oraz na jego soundtracku.

## Lista utworów
1. „Werk Me” – 3:50
2. „Chrome Pipes” – 3:05
3. „Bad Boyz” – 3:12
4. „Fingers Up” – 3:46
5. „Cheap Thrills” – 4:20
6. „WTF” – 3:19
7. „What Goes Up” – 3:43
8. „Maniac” – 3:27
9. „Chead” – 3:32
10. „Flip the Switch” – 3:21
11. „The Foundation” – 3:33